# Paulina Krakowowa

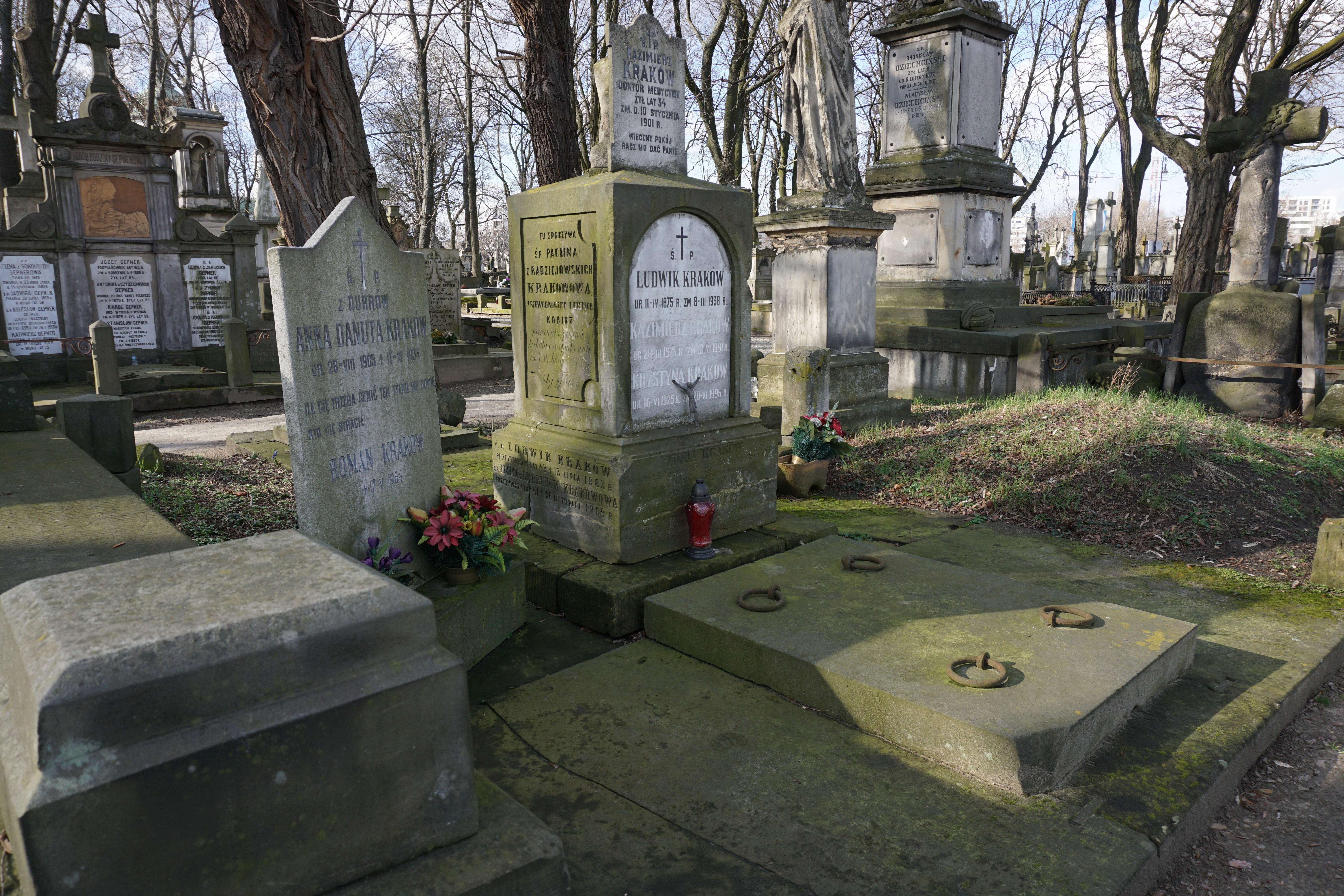
Grób Pauliny Krakowowej na cmentarzu Powązkowskim

Paulina Petronela Krakowowa (ur. 29 czerwca 1813 w Warszawie, zm. 16 lutego 1882 tamże) – polska pisarka, publicystka i redaktorka, nauczycielka, działaczka społeczna i animatorka polskiego szkolnictwa, założycielka i przełożona pensji dla dziewcząt.

## Życiorys
Pochodziła z zamożnej rodziny warszawskich mieszczan, była córką Szymona Radziejewskiego i Ewy z Sielskich, mieszkających na Starym Mieście. Jej wychowaniem zajmował się wcześnie owdowiały ojciec. Paulina uczyła się w warszawskich szkołach pani Jouffier i Anny Eitnerówny. Poznała język niemiecki, angielski i francuski. Wykształcenie w dziedzinie historii i literatury pogłębiała samodzielnie. Wpływ na jej przekonania wywarły poglądy Klementyny Tańskiej.
W czasie powstania listopadowego Szymon Radziejewski, straciwszy majątek, założył przedsiębiorstwo zajmujące się szyciem bielizny dla lazaretów. Po upadku powstania i całkowitym bankructwie popełnił samobójstwo. Jego córka początkowo zamieszkała w domu swojej nieznanej z nazwiska przyjaciółki Anieli, później podjęła pracę jako nauczycielka domowa. Wpierw uczyła w domach ziemiańskich, jednak praca ta nie przyniosła jej satysfakcji. Wróciła do Warszawy, gdzie dalej zajmowała się uczeniem i wychowywaniem dzieci.
W 1837 roku wyszła za mąż za Ludwika Krakowa, byłego powstańca listopadowego, zajmującego niskiej rangi stanowisko urzędnicze. Skromne warunki materialne były powodem kontynuowania przez Krakowową pracy nauczycielskiej, zajmowała się też zarobkowo haftem. Małżeństwo miało pięcioro dzieci: córkę Zofię (ur. 1838) i czterech synów. 
Pod wpływem Stanisława Jachowicza Krakowowa zaczęła zajmować się działalnością literacką, a także redakcyjną i wydawniczą. Pierwszym jej dziełem był noworocznik „Pierwiosnek”, którego pierwszy numer ukazał się w 1838 roku. Było to pierwsze polskie zbiorowe wydawnictwo, którego autorkami były wyłącznie kobiety. Pismo to ukazywało się do 1843 roku. W latach 1843–44 wraz z Walentyną Trojanowską wydawała kierowany do młodzieży dwutygodnik „Zorza”, mający tematykę edukacyjno-wychowawczą. Współpracowała w tym okresie także z innymi czasopismami: noworocznikiem „Niezapominajki”, „Przyjacielem Ludu”, „Snopkiem Nadwiślańskim”, „Wizerunkami i Roztrząsaniami Naukowymi”, „Światowidem”.
W 1839 roku Krakowowa wydała swoją pierwszą powieść, mające autobiograficzne motywy Pamiętniki młodej sieroty. Na łamach „Pierwiosnka” ukazała się jej Branka tatarska (1842), a w „Zorzy” Wspomnienia wygnanki (1843), scharakteryzowane przez Piotra Chmielowskiego jako „pierwsza polska robinsonada”. Opublikowała ponadto kilka zbiorów dydaktycznych.
W 1849 roku Krakowowa otworzyła pięcioklasową pensję dla dziewcząt, początkowo z niewielką liczbą uczennic. Placówka stopniowo się rozrastała, zyskując renomę „pierwszorzędnego zakładu naukowego”. Szkoła miała nowoczesny program nauczania, a dobrane grono wykładowców (wśród których byli Julian Bartoszewicz, Jerzy Aleksandrowicz i późniejszy biskup Kazimierz Ruszkiewicz) zapewniało wysoki poziom nauki i wychowania. Sama Krakowowa uczyła w niej języka i literatury polskiej.
Metody wychowawcze i osoba Pauliny Krakowowej miały duży wpływ na jej wychowanki, żywiące do niej szacunek i przywiązanie także po ukończeniu szkoły. Pensja Krakowowej wykształciła też wiele nauczycielek, m.in. Jadwigę Sikorską – przyszłą założycielkę pensji żeńskiej przekształconej w 1918 r. w Gimnazjum im. Królowej Jadwigi.
W 1863 roku Krakowowa brała udział w stowarzyszeniu „piątek”, kobiecej organizacji pomagającej rodzinom zabitych i uwięzionych powstańców. W powstaniu wzięli udział trzej synowie Krakowów; jeden z nich, Ludwik, był naczelnikiem cywilnym województwa podlaskiego. Po powstaniu Ludwik i Stanisław wyemigrowali, zaś Kazimierz zaginął bez wieści.
W 1879 roku, mając już ponad 65 lat, Krakowowa zrezygnowała z kierowania szkołą. W następnym roku zmarł jej mąż. W ostatnim okresie życia Krakowowa współpracowała z czasopismem „Wieczory Rodzinne” oraz z redagowanym przez Władysława Bełzę „Towarzyszem Pilnych Dzieci”.
Paulina Krakowowa zmarła 16 lutego 1882 z powodu tętniaka serca. Została pochowana na cmentarzu Powązkowskim (kwatera 156-5-6). W jej pogrzebie licznie wzięła udział warszawska społeczność. Przełożone warszawskich żeńskich pensji zgromadziły fundusz na wydawanie książek dla młodzieży i zorganizowały ogłoszony w „Tygodniku Ilustrowanym” konkurs imienia Krakowowej na utwór ukazujący rolę kobiety we współczesnym społeczeństwie (nagrodzono powieść Księżniczka Zofii Urbanowskiej).

## Twórczość i publicystyka
Twórczość Krakowowej obejmowała powieści, dydaktyczno-wychowawcze powiastki dla dzieci oraz opowiadania. Jest także autorką opisu Warszawy połowy XIX wieku. Jej utwory, poprawne stylowo i językowo, często mające motywy wzięte z codziennego życia i elementy humoru, mają obecnie walor jedynie historyczny. Choć w kwestii emancypacji kobiet poglądy Krakowowej nie były daleko idące, to jej działalność zawodowa i publiczna wcielała w życie emancypacyjne hasła.

### Utwory
- Pamiętnik młodej sieroty – powieść z motywami autobiograficznymi (1839, 6 wznowień do 1906, przekład na język czeski 1895)
- Powieści starego wędrowca – zbiór opowiadań (1839)
- Rozmowy matki z dziećmi – tomik dla młodszych dzieci (1841)
- Branka tatarska – powieść historyczna (druk w „Pierwiosnku” 1842, wydanie poprawione przez autorkę 1880, przekład na język rosyjski 1843)
- Nowa książka do nabożeństwa – modlitewnik (1843)
- Wspomnienia wygnanki – powieść przygodowa (druk w czasopiśmie „Zorza” 1844, wydanie zwarte 1845, 7 wznowień do 1906)
- Niespodzianka. Zbiór powiastek dla pilnych dzieci (1844, 10 wznowień do 1898)
- Obrazy i obrazki Warszawy – opis życia i architektury stolicy (1848)
- Wieczory domowe. Zbiór zabawek, opisów i powiastek dla nauki i rozrywki dobrych dzieci (1848, 5 wznowień do 1894)
- Powieści z dziejów naszych – cykl powiastek historycznych drukowany w „Wieczorach rodzinnych” w latach 1880–81, wydanie zwarte 1882

### Inne
- Proza i poezja polska wybrana i zastosowana do użytku młodzieży żeńskiej... – antologia fragmentów utworów dawnych i współczesnych pisarzy polskich z krótkimi biogramami (1860, ukazał się tylko tom pierwszy)
- przekład powieści Kampanella: Koleje życia sieroty autorstwa Mrs Jerôme (Anne) Mercier (1880)